# Pierre Monneret
Pour les articles homonymes, voir Monneret.
Pierre Monneret, né le 12 janvier 1931 à Paris et mort le 27 février 2010 à Dourdan, est un pilote de vitesse moto français.

## Biographie
Pierre Monneret est le fils de Georges Monneret et le demi-frère de Philippe Monneret, tous deux également pilotes de moto. Il a également un frère jumeau, Jean Monneret.
Il participe aux championnats du monde de vitesse moto de 1953 (Grand Prix moto de France 1953) à 1956 (Grand Prix des Nations 1956) sur Gilera. Il finit 8 fois sur le podium et marqua 45 points dans sa carrière aux championnats du monde.
Sa meilleure saison a lieu en 1956, quand il termine 4e au championnat du monde catégorie 500 cm3.
Monneret a gagné deux Grands Prix durant sa carrière : le Grand Prix moto de France 1954 en catégorie 350 cm3 et 500 cm3 (il fut d'ailleurs le premier pilote français à gagner dans cette catégorie). Il est pendant 71 ans le seul français vainqueur du Grand Prix de France en catégorie reine, jusqu'à la victoire de Johann Zarco en 2025,.
Pierre Monneret a été sacré une fois Champion de France Inters catégorie 250 cm3 (1955), quatre fois Champion de France Inters catégorie 350 cm3 (1951, 1953, 1954 et 1955) et une fois Champion de France Inters catégorie 500 cm3 (1956).
Il décroche le record du monde de l’heure en 250cc sur une NSU 250 sportmax préparée par usine sur l’anneau de Montlhéry en 1956.
Il s'est aussi aligné lors de plusieurs compétitions d'endurance automobiles entre 1954 et 1965, notamment lors des 12 Heures de Reims 1954, 1964 et 1965, des 1 000 kilomètres de Paris 1960 et 1961, des 24 Heures du Mans 1961, 1962, 1964 et 1965, et des 1 000 kilomètres du Nürburgring 1964 et 1965
Pierre Monneret décède le 1er mars 2010,.

## Records
- le 8 mars 1951, au guidon d'une Puch 125 TS, avec son père Georges et son frère Jean, Pierre Monneret établit un nouveau record de 40 000 km (correspondant au tour de la Terre) en 24 jours, 21 heures et 43 minutes.
- le 15 août 1951, au guidon d'un Puch 125 TFS, avec ses 3 coéquipiers, son père Georges, Robert Moury et Johann Weingartmann, Pierre Monneret établit un nouveau record mondial de la distance sur 24 heures en parcourant 2 991 km.

## Palmarès[8]
Voici les principaux podiums obtenus, en France, par Pierre Monneret au cours de sa carrière de coureur motocycliste.

### 1949
|   | Date      | Circuit                                     | Ville          | Position | Catégorie | Moto      |
| 1 | 3 juillet | Circuit de Vitesse Motocycliste du Dauphiné | Grenoble       | 2e       | 350 cm3   | Velocette |
| 2 | 14 août   | 3e Circuit Motocycliste de Vic-Bigorre      | Vic-en-Bigorre | 1er      | 350 cm3   | Velocette |
| 3 | 14 août   | 3e Circuit Motocycliste de Vic-Bigorre      | Vic-en-Bigorre | 2e       | 500 cm3   | Velocette |

### 1950
|   | Date         | Circuit                | Ville          | Position | Catégorie | Moto      |
| 1 | 30 avril     | 3e Grand Prix de Paris | Montlhéry      | 3e       | 350 cm3   | AJS       |
| 2 | 18 mai       | 5e Circuit de Tarare   | Tarare (Rhône) | 3e       | 350 cm3   | Velocette |
| 3 | 21 mai       | 3e Circuit de Bergerac | Bergerac       | 2e       | 350 cm3   | Velocette |
| 4 | 18 juin      | 1er Grand Prix de Lyon | Lyon           | 2e       | 350 cm3   | Velocette |
| 5 | 23 juillet   | 2e Circuit de Vesoul   | Vesoul         | 2e       | 350 cm3   | Velocette |
| 6 | août         | Circuit de Cannes      | Cannes         | 3e       | 500 cm3   | Velocette |
| 7 | 23 septembre | Circuit de Périgueux   | Périgueux      | 1er      | 350 cm3   | AJS       |
| 8 | 7 octobre    | Coupes du Salon        | Montlhéry      | 1er      | 250 cm³   | Benelli   |
| 9 | 7 octobre    | Coupes du Salon        | Montlhéry      | 2e       | 350 cm³   | AJS       |

### 1951
|    | Date        | Circuit                                                | Ville               | Position     | Catégorie | Moto       |
| 1  | 13 mai      | 2e Circuit Motocycliste du Lac                         | Aix-les-Bains       | 2e           | 350 cm³   | Velocette  |
| 2  | 20 mai      | 4e Circuit de Bergerac                                 | Bergerac            | 3e           | 350 cm³   | Velocette  |
| 3  | 27 mai      | 2e Grand Prix de Lyon                                  | Lyon                | 2e           | 350 cm³   | Velocette  |
| 4  | 9 juin      | 6e Circuit des Remparts d'Angoulême                    | Angoulême           | 2e           | 350 cm³   | AJS        |
| 5  | 24 juin     | Circuit de Carcassonne                                 | Carcassonne         | 1er          | 350 cm³   | AJS        |
| 6  | 21 juillet  | Grand Prix de Vitesse Motocycliste des Sables d'Olonne | Les Sables-d'Olonne | 1er          | 350 cm³   | AJS        |
| 7  | 21 juillet  | Grand Prix de Vitesse Motocycliste des Sables d'Olonne | Les Sables-d'Olonne | 2e           | 500 cm³   | ?          |
| 8  | 26 août     | 2e Circuit de Vesoul                                   | Vesoul              | 2e           | 500 cm³   | AJS        |
| 9  | 9 septembre | 2e Circuit Motocycliste de Cadours                     | Cadours             | 1er ex aequo | 350 cm³   | AJS        |
| 10 | 7 octobre   | Coupes du Salon                                        | Montlhéry           | 1er          | 175 cm³   | FB-Mondial |

Pierre Monneret devient Champion de France Inters 1951 catégorie 350 cm³.

### 1952
|    | Date         | Circuit                                   | Ville                    | Position | Catégorie | Moto   |
| 1  | 15 juin      | Circuit de Picardie                       | Amiens                   | 3e       | 350 cm³   | AJS    |
| 2  | 15 juin      | Circuit de Picardie                       | Amiens                   | 2e       | 500 cm³   | Gilera |
| 3  | 29 juin      | 7e Circuit de Tarare                      | Tarare (Rhône)           | 2e       | 500 cm³   | Gilera |
| 4  | 13 juillet   | Grand Prix de France                      | Albi                     | 3e       | 350 cm³   | AJS    |
| 5  | 17 août      | 2e Circuit de Farrou                      | Villefranche-de-Rouergue | 2e       | 350 cm³   | AJS    |
| 6  | 17 août      | 2e Circuit de Farrou                      | Villefranche-de-Rouergue | 1er      | 500 cm³   | Gilera |
| 7  | 24 août      | 4e Circuit National Motocycliste de Varen | Varen                    | 1er      | 350 cm³   | AJS    |
| 8  | 14 septembre | 3e Circuit Motocycliste de Cadours        | Cadours                  | 1er      | 350 cm³   | AJS    |
| 9  | 14 septembre | 3e Circuit Motocycliste de Cadours        | Cadours                  | 3e       | 500 cm³   | Gilera |
| 10 | 21 septembre | 8e Circuit d'Avignon                      | Avignon                  | 2e       | 350 cm³   | AJS    |
| 11 | 5 octobre    | Coupes du Salon                           | Montlhéry                | 1er      | 350 cm³   | AJS    |
| 12 | 5 octobre    | Coupes du Salon                           | Montlhéry                | 2e       | 500 cm³   | AJS    |

### 1953
|   | Date         | Circuit                        | Ville                    | Position | Catégorie | Moto   |
| 1 | 5 avril      | 7e Circuit de Vitesse de Pau   | Pau                      | 2e       | 500 cm³   | Gilera |
| 2 | 17 mai       | 6e Circuit de Bergerac         | Bergerac                 | 1er      | 500 cm³   | Gilera |
| 3 | 24 mai       | 4e Circuit Motocycliste du Lac | Aix-les-Bains            | 1er      | 350 cm³   | AJS    |
| 4 | 14 juin      | 4e Grand Prix de Lyon          | Lyon                     | 2e       | 350 cm³   | AJS    |
| 5 | 14 juin      | 4e Grand Prix de Lyon          | Lyon                     | 2e       | 500 cm³   | Gilera |
| 6 | 26 juillet   | 5e Circuit de Vesoul           | Vesoul                   | 2e       | 350 cm³   | AJS    |
| 7 | 2 août       | Grand Prix de France           | Rouen                    | 2e       | 350 cm³   | AJS    |
| 8 | 16 août      | 3e Circuit de Farrou           | Villefranche-de-Rouergue | 2e       | 350 cm³   | AJS    |
| 9 | 13 septembre | 9e Circuit d’Avignon           | Avignon                  | 1er      | 350 cm³   | AJS    |

Pierre Monneret devient Champion de France Inters 1953 catégorie 350 cm³.

### 1954
|    | Date      | Circuit                                        | Ville         | Position | Catégorie | Moto      |
| 1  | 2 mai     | Grand Prix du Parc Borély                      | Marseille     | 1er      | 500 cm³   | Gilera    |
| 2  | 9 mai     | 7e Circuit de Vitesse Motocycliste du Dauphiné | Grenoble      | 1er      | 350 cm³   | AJS       |
| 3  | 9 mai     | 7e Circuit de Vitesse Motocycliste du Dauphiné | Grenoble      | 1er      | 500 cm³   | Gilera    |
| 4  | 9 mai     | 4e Circuit de Bordeaux                         | Bordeaux      | 3e       | 350 cm³   | AJS       |
| 5  | 16 mai    | 3e Circuit de Rochefort                        | Rochefort     | 1er      | 350 cm³   | AJS       |
| 6  | 30 mai    | Grand Prix de France                           | Reims         | 1er      | 350 cm³   | AJS       |
| 7  | 30 mai    | Grand Prix de France                           | Reims         | 1er      | 500 cm³   | Gilera    |
| 8  | 6 juin    | 6e Circuit de Moulins                          | Moulins       | 1er      | 350 cm³   | AJS       |
| 9  | 13 juin   | 4e Grand Prix de Lyon                          | Lyon          | 1er      | 350 cm³   | AJS       |
| 10 | 13 juin   | 4e Grand Prix de Lyon                          | Lyon          | 2e       | 500 cm³   | Matchless |
| 11 | 20 juin   | Circuit de Saint-Galmier                       | Saint-Galmier | 3e       | 350 cm³   | AJS       |
| 12 | 3 octobre | Coupes du Salon                                | Montlhéry     | 1er      | 350 cm³   | AJS       |
| 13 | 3 octobre | Coupes du Salon                                | Montlhéry     | 1er      | 500 cm³   | Gilera    |

Pierre Monneret devient Champion de France Inters 1954 catégorie 350 cm³.

### 1955
|    | Date     | Circuit                       | Ville           | Position         | Catégorie | Moto   |
| 1  | 10 avril | 9e Circuit de Vitesse de Pau  | Pau             | 2e               | 250 cm³   | AJS    |
| 2  | 1er mai  | 3e Circuit de Bourg-en-Bresse | Bourg-en-Bresse | 2e               | 500 cm³   | Norton |
| 3  | 1er mai  | 3e Circuit de Rochefort       | Rochefort       | 1er              | 250 cm³   | NSU    |
| 4  | 1er mai  | 3e Circuit de Rochefort       | Rochefort       | 3e               | 350 cm³   | AJS    |
| 5  | 1er mai  | 3e Circuit de Rochefort       | Rochefort       | 3e               | 500 cm³   | Norton |
| 6  | 29 mai   | 17e Grand Prix de l’Albigeois | Albi            | 2e               | 350 cm³   | AJS    |
| 7  | 29 mai   | 17e Grand Prix de l’Albigeois | Albi            | 1er              | 500 cm³   | Norton |
| 8  | 5 juin   | Circuit de Mulhouse           | Mulhouse        | 3e               | 500 cm³   | NSU    |
| 9  | 5 juin   | Circuit de Mulhouse           | Mulhouse        | 2e               | 350 cm³   | AJS    |
| 10 | 5 juin   | Circuit de Mulhouse           | Mulhouse        | 1er              | 500 cm³   | Gilera |
| 11 | 12 juin  | 4e Grand Prix de Lyon         | Lyon            | 2e               | 350 cm³   | AJS    |
| 12 | 12 juin  | 4e Grand Prix de Lyon         | Lyon            | 1er (1re course) | 500 cm³   | Gilera |
| 13 | 12 juin  | 4e Grand Prix de Lyon         | Lyon            | 1er (2e course)  | 500 cm³   | Gilera |

Pierre Monneret devient Champion de France Inters 1955 catégorie 250 cm³.
Pierre Monneret devient Champion de France Inters 1955 catégorie 350 cm³.

### 1956
|   | Date   | Circuit                       | Ville                    | Position | Catégorie | Moto   |
| 1 | 13 mai | 4e Circuit de Bourg-en-Bresse | Bourg-en-Bresse          | 3e       | 350 cm³   | AJS    |
| 2 | 13 mai | 4e Circuit de Bourg-en-Bresse | Bourg-en-Bresse          | 1er      | 500 cm³   | Gilera |
| 3 | 3 juin | 8e Circuit de Moulins         | Moulins                  | 1er      | 500 cm³   | Gilera |
| 4 | 5 août | 5e Circuit de Farrou          | Villefranche-de-Rouergue | 1er      | 500 cm³   | Gilera |

Pierre Monneret devient Champion de France Inters 1956 catégorie 500 cm³.